# Geoffrey Filkin
 (mai 2021).
David Geoffrey Nigel Filkin, baron Filkin (né le 1er juillet 1944) est un homme politique travailliste britannique,.

## Carrière
Filkin fait ses études à la King Edward VI Five Ways School, à Birmingham, et au Clare College, à Cambridge, où il étudie l'histoire. Au début de sa carrière, il est directeur du logement, puis directeur général des administrations locales. Il est directeur général de l'Association des conseils de district, représentant les autorités locales auprès du gouvernement, promouvant la fondation de l'Association des gouvernements locaux et créant Best Value, la politique d'approvisionnement au sein du gouvernement local. Plus tard, il est analyste politique et rédacteur, contribuant à l'élaboration des politiques travaillistes pour les gouvernements locaux et régionaux. En 2000, il dirige la revue du premier ministre sur le gouvernement local et est ensuite ministre du gouvernement pendant quatre ans.

## Carrière parlementaire
Filkin, ayant été nommé Commandeur de l'Ordre de l'Empire britannique dans les honneurs du Nouvel An 1997, est créé pair à vie en tant que baron Filkin, de Pimlico dans la ville de Westminster, le 29 juillet 1999. En 2000, avec Simon Over, il fonde le Parliament Choir, qui regroupe des membres des deux Chambres du Parlement et du personnel parlementaire.
Il occupe un certain nombre de fonctions gouvernementales, d'abord comme Lord-in-waiting (junior Whip) de juin 2001 à mai 2002, puis comme sous-secrétaire d'État au ministère de l'Intérieur de mai 2002 à juin 2003, puis comme sous-secrétaire d’État dans les départements des affaires constitutionnelles (juin 2003 à septembre 2004) et de l’éducation et des compétences (septembre 2004 à mai 2005).
Il fonde le Groupe de recherche sur les services publics qui publie Public Matters, un examen critique des réformes de la fonction publique du Labour et en 2008, il fonde et préside l'organisation caritative 2020 Public Services Trust. Sa Commission des services publics en 2020 rend son rapport en 2010. Il dirige le rapport, Commissioning for Outcomes, proposant et expliquant la politique de paiement des résultats. Il est nommé membre honoraire du Chartered Institute for Purchasing and Supply. Il fonde le Parliament Choir en 2000, préside le Comité des textes réglementaires de 2005 à 2010 et propose puis préside le Comité spécial des lords sur les services publics et l'évolution démographique. Son rapport, Prêt pour le vieillissement? est publié en mars 2013.
Après avoir été nommé président du Centre pour mieux vieillir du Big Lottery Fund en novembre 2013, Filkin quitte le groupe travailliste, choisissant de siéger en tant que pair non affilié. Après sa démission de la présidence de l'organisme de bienfaisance en 2018, Filkin revient au groupe travailliste en janvier 2019.